# GOLDEN LUCKY
『GOLDEN LUCKY』（ゴールデンラッキー）は、榎本俊二による日本の漫画作品。『モーニング』（講談社）において1990年4・5号から1996年20号まで連載されていた4コマ漫画。単行本はワイドKCモーニング（講談社）全10巻、完全版（太田出版）全3巻。略称はゴッキー。

## 概要
『モーニング』連載当時には、読者アンケートで最下位を走り続けた。そのことが連載の立ち位置として認められていたようで、担当編集者は編集長から最下位でなくなったら打ち切りと通告されていた。

## シリーズ
4コマ漫画ではあるが、その中でもシリーズと呼べるものも存在する。
- かまくらシリーズ：かまくら状の頭を持ち「俺はかまくらだ〜!」と叫ぶ男たち。
- ぬいぐるみシリーズ：熊や恐竜のぬいぐるみを背負って生活する人々が登場する。
- 遠山君シリーズ：空気の読めない遠山君。
- フライドシリーズ：空飛ぶ鶏の丸焼き。
- スピール夫シリーズ：名探偵スピール夫の活躍。
- じいさん玉夫シリーズ：じいさんの玉夫が親切な行動を行う。最期はベインビールに殺害された。
- ベインビールシリーズ：殺人ロボット。
- ジェイコブシリーズ：聖人ジェイコブの活躍と堕落。
- インベーダーシリーズ：気付くと周囲はみんなインベーダー。

## 主な登場人物
本作には数多くのキャラクターが登場するが、その中でも名前が判明しているキャラクターはほんのわずかである。
かまくら
「かまくらシリーズ」の主人公である中年男性。頭には本物の雪でできたかまくらを乗せており、常に「俺はかまくらだ〜!」と叫びながら走っている。かまくらが外れると元のスーツ姿のサラリーマンに戻る。
スケートパパ
全身黒タイツの眼鏡をかけた男性。道が凍った日はスケートで通勤している。「スケートかまくら」を名乗り自分よりも速く滑るかまくらをライバル視しており、自分も「かまくらスケートパパ」にパワーアップして勝負を挑むがマンホールに落ちてかまくらを失ってしまい、完敗した。
部長
「ぬいぐるみシリーズ」に登場する、「クマちゃん」と名付けた熊のぬいぐるみを溺愛している男性。常にぬいぐるみを背負って生活している。その溺愛っぷりはすさまじいもので、クリーニングのために有給休暇をとったり、自分の息子を旅行に連れて行き忘れたりするほど。
タケシ
部長の一人息子。父親がぬいぐるみを溺愛しているために旅行に連れて行ってもらえなかったり入学式の写真で見切れてしまったりと酷い扱いをうけてきた。「もし僕が誘拐されて身代金にクマちゃんを要求されたらパパどうする?」という質問をしたときは部長が解答に悩んでしまい、号泣する。しかし話が進むにつれてクマちゃんを可愛いと思うようになり、プピーがクマちゃんを100京円で譲って欲しいと言ったときは「クマちゃんは僕が買う」と言った。
社長
部長が勤めている会社の社長。社長室の天井に届くほど大きな、「白クマちゃん」というぬいぐるみをもっている。
プピー
異国のクマ愛好家。部長のクマちゃんを譲ってもらうために部長の家に来た。
西園寺園寺百合子（さいおんじおんじ ゆりこ）
「ぬいぐるみシリーズ」に登場する、西園寺園寺家のお嬢様。「公望（きんもち）」と名付けた大きな恐竜のぬいぐるみを常に背負っている。
部長と同じくぬいぐるみを背負って生活している人物ではあるが、部長との絡みはほとんど無い。
百合子の父
百合子の父親。高校生になった百合子がぬいぐるみを背負って生活しているのを良く思っていないようである。
岩倉岩（いわくら いわ）
百合子と同じ高校にいる不良。トイレの個室から顔が出てしまう程大きな恐竜のぬいぐるみを背負っている。カッターナイフで百合子を襲うが、公望のしっぽがはじいたカッターが自分のぬいぐるみの頭に刺さってしまい泣きながら逃げ出した。
遠山君
「遠山君シリーズ」の主人公であるサラリーマン。名刺を無くしたり、試着中にパンツ一丁のところを店員に見られたときなど、ことあるごとにその場から逃げ出す。また、痴漢を疑われた際にその女性の尻に飛び込んだり、クビを宣告されたときに蝶を追いかけたりと空気が読めない。会社をクビになった後も会社に来ていた事を社長に注意されるがその際いきなり会社に殺人者が乗り込んできて、社長の身代わりになって（?）撃たれる。後に「遠山君」と書かれた銅像が建てられた。
最終話のキャラ集合シーンでは体が黒く描かれているあたり、この一件で死んだ模様。
ジェイコブ
イエス・キリストを思わせる「ジェイコブシリーズ」の主人公。ジェイコブとその信者は全員パンツ一丁である。さまざまな人を幸せにしてまわっていたが、金の力に負けたのか、中盤で堕落してホームレスになってしまう。信者達の説得中に少女が爆弾の爆発に巻き込まれそうになっているのを目撃し、正気を取り戻した後爆弾と共に空中で爆発した。
悪のジェイコブ
「ジェイコブシリーズ」の続編の主人公。ジェイコブが爆発したあと、突如「ホマイリー」と叫んで黒タイツ姿で出現。手刀で人々を切り刻み、悪の洗脳で信者たちを悪人に変えていく。タイムマシンに乗って過去に行き、そこでジェイコブと対決する。

## 書誌情報
榎本俊二 『GOLDEN LUCKY』 講談社〈ワイドKCモーニング〉、全10巻
- 第1巻、1990年10月23日初版発行、ISBN 4-06-176595-7
- 第2巻、1991年6月22日初版発行、ISBN 4-06-176608-2
- 第3巻、1992年2月22日初版発行、ISBN 4-06-176626-0
- 第4巻、1992年9月22日初版発行、ISBN 4-06-176650-3
- 第5巻、1993年5月22日初版発行、ISBN 4-06-176682-1
- 第6巻、1993年12月18日初版発行、ISBN 4-06-176715-1
- 第7巻、1994年6月23日初版発行、ISBN 4-06-176736-4
- 第8巻、1995年6月23日初版発行、ISBN 4-06-176766-6
- 第9巻、1995年12月18日初版発行、ISBN 4-06-176787-9
- 第10巻、1996年5月23日初版発行、ISBN 4-06-337301-0
  - 第10巻には短編作品『涙の権三』を併録。

榎本俊二 『GOLDEN LUCKY 完全版』 太田出版、全3巻
- 上 1989-1991、2002年4月初版発行、ISBN 4-87233-653-4
- 中 1992-1993、2002年5月初版発行、ISBN 4-87233-665-8
- 下 1994-1996、2002年8月初版発行、ISBN 4-87233-682-8